# Medalha em Comemoração aos 200 anos do Ministério da Defesa
A Medalha em Comemoração aos 200 anos do Ministério da Defesa (em russo: Медаль «200 лет Министерству обороны»; tr. Medal "200 let Ministerstvu oborony") é uma condecoração departamental criada pelo Ministério da Defesa da Federação Russa, por meio da Ordem nº 300 de 30 de agosto de 2002.

## Regulamento
De acordo com o regulamento, a Medalha "200 Anos do Ministério da Defesa" é concedida a:
- militares das Forças Armadas da Federação Russa que cumpram seus deveres com dedicação e tenham, no mínimo, 25 anos de serviço em contagem de tempo civil;
- militares de outras forças, formações e órgãos onde há serviço militar previsto em lei, mediante decisão do Ministro da Defesa da Federação Russa.

## Regras de uso
A medalha é usada no lado esquerdo do peito, posicionada após a medalha do Ministério da Defesa da Federação Russa "Por Distinção no Serviço Militar".

## Descrição
A medalha é feita de metal de cor prateada e tem formato circular, com 32 mm de diâmetro e borda em relevo em ambos os lados.
No anverso (frente), apresenta ao centro a insígnia em relevo das Forças Armadas da Federação Russa. Abaixo dela, há um escudo ornamentado com um ramo de louro na parte inferior e a inscrição em duas linhas: “200 лет” (“200 anos”). Na parte inferior do círculo está a inscrição em relevo: "MINISTÉRIO DA DEFESA" (em russo: «МИНИСТЕРСТВО ОБОРОНЫ»; MINISTERSTVO OBORONY).
No reverso, há a inscrição em relevo: ao centro, “1802 — 2002”. Ao redor, a legenda: “MINISTÉRIO DAS FORÇAS TERRESTRES — MINISTÉRIO DA DEFESA” (em russo: “МИНИСТЕРСТВО ВОЕННЫХ СУХОПУТНЫХ СИЛ — МИНИСТЕРСТВО ОБОРОНЫ”; MINISTERSTVO VOENNYKH SUKHOPUTNYKH SIL — MINISTERSTVO OBORONY).
A medalha é presa por uma argola a uma base pentagonal coberta por uma fita de moiré de seda com 24 mm de largura. À direita da fita, há uma faixa laranja de 10 mm, ladeada por uma listra preta de 2 mm. À esquerda, uma faixa prateada de 12 mm com uma linha vermelha central de 2 mm.
Os elementos da medalha simbolizam:
- a imagem da águia bicéfala coroada com asas abertas, segurando uma espada na pata direita e uma coroa de louros na esquerda, com um escudo no peito representando um cavaleiro matando um dragão com uma lança — símbolo oficial das Forças Armadas da Federação Russa, baseado no brasão imperial da época da criação do Ministério da Guerra;
- a combinação da insígnia das Forças Armadas com o escudo ladeado por louros representa a continuidade das gloriosas tradições militares de diferentes gerações de militares e civis que atuam nos órgãos centrais de comando e apoio das Forças Armadas da Federação Russa.

## Incentivos adicionais para premiados
De acordo com a Lei Federal da Federação Russa "Sobre os Veteranos" e os atos normativos subsequentes, a concessão da Medalha "200 Anos do Ministério da Defesa", com o tempo de serviço ou de trabalho correspondente, confere ao premiado o direito de receber o título de "veterano do trabalho".